# Longmen, Liangping
Longmen (kinesiska: 龙门) är en köping i sydvästra Kina. Den ligger i stadsdistriktet Liangping i storstadsområdet Chongqing, omkring 170 kilometer nordost om det centrala stadsdistriktet Yuzhong. Antalet invånare är 19 380. Befolkningen består av 9 294 kvinnor och 10 086 män. Barn under 15 år utgör 21,0 %, vuxna 15-64 år 66 %, och äldre över 65 år 12,0 %.